# D-Ground
D-Ground was een Nederlandse boyband die is opgericht in 1999 en heeft bestaan tot 2007.

## Biografie
De groep bestaat uit de Surinaamse Sajid, de Nederlandse tweeling Anno en Jan, en Jona, die Eritrees bloed door zijn aderen heeft stromen. De groep werd oorspronkelijk door de broer van Jona opgericht, maar na zijn vertrek naar Engeland is de band verdergegaan als viermansformatie. Eerder werden nog de namen "Touchdown" en "C4" gebruikt, tot besloten werd dat de naam D-Ground het beste bij de band paste. De naam staat voor Different Backgrounds. Zowel Anno en Jan deden auditie bij het programma Popstars - the Rivals. Anno bleef alleen over en belandde uiteindelijk ook bij de boyband Men2B. Omdat na vier maanden en een nummer 1-hit definitief succes uitbleef besloot hij toch maar terug te keren naar zijn eigen band.
Op 1 september 2006 verscheen My Girl, de tweede single van D-Ground. Het is de opvolger van de in februari uitgekomen debuutsingle You Gotta Be, die de 15e plek haalde in de Mega Top 100 en ook in de Top 40 genoteerd stond. Rapper en labelgenoot Meo werkte mee aan zowel de debuutsingle als de nieuwe single. Onder de leiding van clipmaker Martijn de Bruin (die eerder clips maakte voor Kim-Lian, Intwine en Brace) nam D-Ground in een oude loods in Gent de videoclip op voor My Girl.
D-Ground ging in 2007 uit elkaar.

## Bandleden

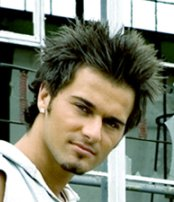
Anno "Q"
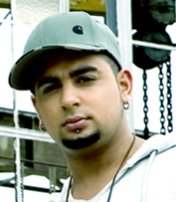
Sajid "SJ"
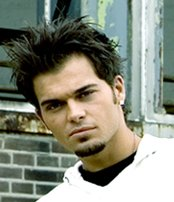
Jan "J-Man"
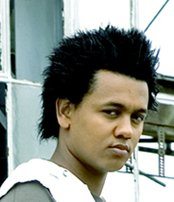
Jona "Jonathan"

## Singles
| Nummer          | Hoogste notering | Datum Release  |
| --------------- | ---------------- | -------------- |
| You Gotta Be    | 13               | Februari 2006  |
| My Girl         | 69               | September 2006 |
| My Girl Tonight | 69               | September 2006 |